# Bílina
Bílina (in tedesco Bilin) è una città della Repubblica Ceca facente parte del distretto di Teplice, nella regione di Ústí nad Labem.

## Monumenti e luoghi d'interesse
- Castello di Bílina

## Economia
Nei pressi della città, nella località di Světec, è stato scoperto il minerale bílinite alla quale è stato dedicato.